# Ентерпрајз (Мисисипи)
Ентерпрајз (енгл. Enterprise) град је у америчкој савезној држави Мисисипи.

## Демографија
По попису из 2010. године број становника је 526, што је 52 (11,0%) становника више него 2000. године.
| Група             | 2000.       | 2010.       |
| Белци             | 358 (75,5%) | 427 (81,2%) |
| Афроамериканци    | 113 (23,8%) | 96 (18,3%)  |
| Азијати           | 1 (0,2%)    | 2 (0,4%)    |
| Хиспаноамериканци | 1 (0,2%)    | 1 (0,2%)    |
| Укупно            | 474         | 526         |